# Merrimack County
Merrimack County is een county in de Amerikaanse staat New Hampshire.
De county heeft een landoppervlakte van 2.420 km² en telt 136.225 inwoners (volkstelling 2000). De hoofdplaats is Concord.

## Bevolkingsontwikkeling

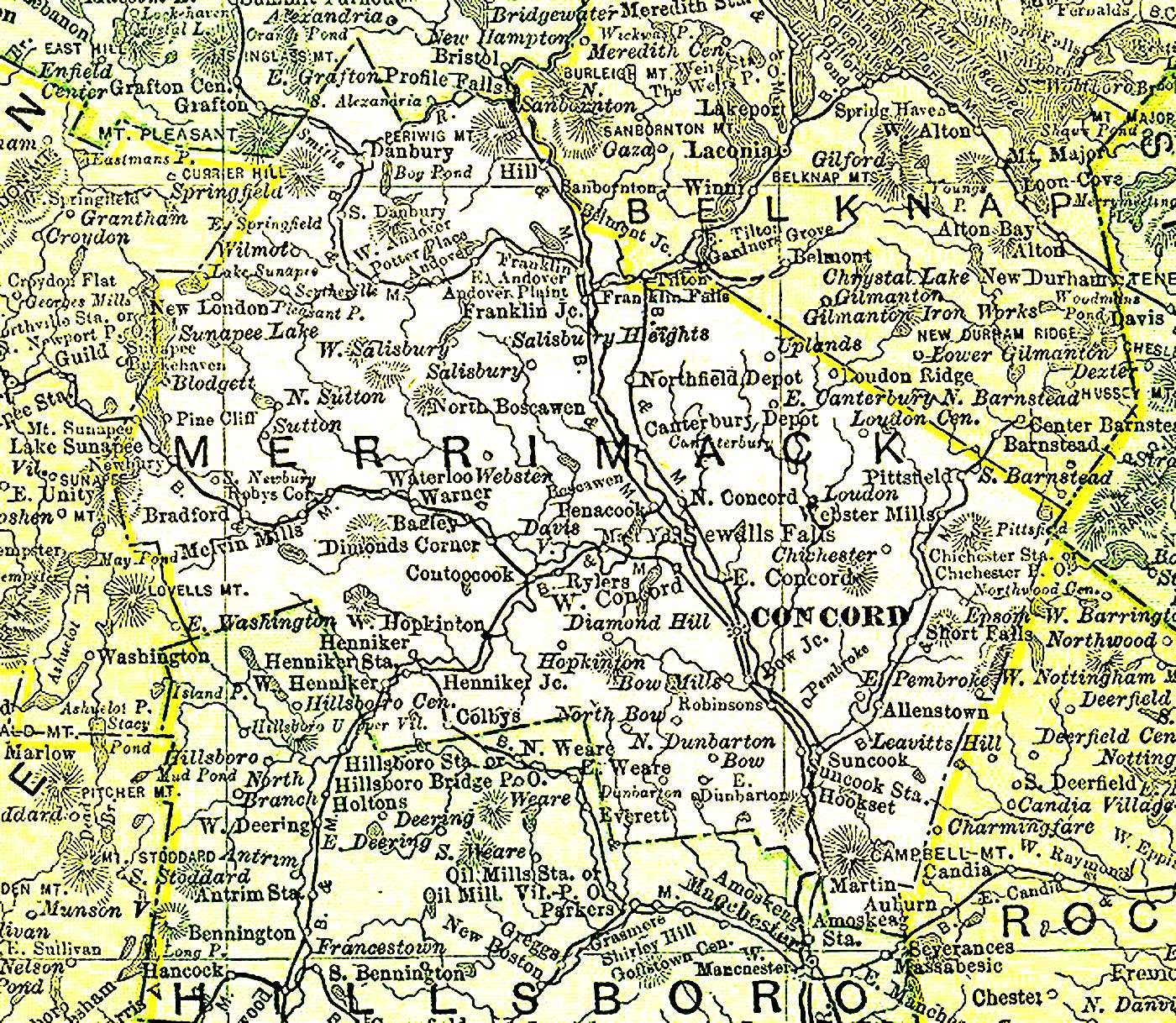
Merrimack County op een kaart uit 1895

Belknap County · 
Carroll County · 
Cheshire County · 
Coös County · 
Grafton County · 
Hillsborough County · 
Merrimack County · 
Rockingham County · 
Strafford County · 
Sullivan County